# Тоннокилометр
Тонна-километр, тоннокилометр или тонно-километр (обозначение т·км) — единица измерения, применяемая при перевозке грузов и объединяющая два показателя: массу груза в тоннах (количество тонн) и расстояние в километрах. По соображениям размерности эти величины перемножаются как (ML), где M — масса, L — расстояние.
Тонна-километр (т·км) — вспомогательная единица, не относящаяся к Международной системе единиц (СИ).
Расчет объёма тоннокилометров за год может быть произведен одним из следующих способов:
1. ∑(Тонна груза за рейс · Расстояние км за рейс) за год.
2. Общий объём грузов за год · Средневзвешенная по объёму грузов длина маршрута за год.

## Использование
Используется в двух случаях:
1. Как сравнительная (но не абсолютная) оценка механической силы транспорта.
2. Как оценка наибольшей возможной пропускной способности транспортных линий.

Показатель пропускной способности, выражаемый в тонна-километрах, — грузооборот. Аналогичный показатель для числа перевозимых пассажиров — пассажирооборот. Они часто встречаются в рекламе транспортных компаний.